# Югославска операция
Югославската операция, с кодово наименование „Ауфмарш 25“ (на немски: Aufmarsch 25; на хърватски: Travanjski rat (Априлска война); на сръбски / босненски / черногорски: Априлски рат / Aprilski rat; на словенски: Aprilska vojna), е военна операция на Страните от Оста срещу Кралство Югославия в периода 6 – 17 април 1941 година.
Атаката завършва с пълен разгром на Югославските кралски военни сили и окупиране на региона от Оста, както и създаване след това на Независима хърватска държава.

## Подготовка
След като научава за преврата в Югославия на 27 март 1941 г., Адолф Хитлер свиква военните си съветници в Берлин още на същия ден. Тогава издава „Директива 25“, според която Югославия следва да се счита за враждебно настроена страна. Хитлер приема преврата като лична обида и е толкова ядосан, че иска безмилостно да „унищожи Югославия както военно, така и като държава“.
Унгария вече се е присъединила към Тристранния пакт на 20 ноември 1940 г. На 12 декември тя сключва договор с Кралство Югославия, предвиждащ „постоянен мир и вечно приятелство“. В унгарското ръководство настъпва разкол след немската „Директива 25“. Регентът Миклош Хорти и въоръжените сили предпочитат да участват в нападението над Югославия и се мобилизират на следващия ден. Министър-председателят Пал Телеки иска да предотврати преминаването на немски войски през Унгария и посочва мирния договор с Югославия като пречка за сътрудничеството с немците.
На 1 април Югославия преименува Нападателното си командване като Четническо командване по името на сръбските партизански отряди от Първата световна война, водили съпротивата срещу Централните сили. Това командване трябва да води партизанска война, в случай че страната бъде окупирана. Щабквартирата му е преместена от Нови Сад в Кралево на същия ден.
На 2 април посланикът на Германия е привикан на „разговор“, а на останалите служители на посолството е наредено да напуснат столицата, както и да предупредят посолствата на приятелските държави също да се евакуират. Това дава ясен знак, че Югославия скоро ще бъде нападната.
На 3 април Хитлер издава „Военна директива 26“, уточняваща плана за нападението и командната структура и обещаваща териториални придобивки на Унгария. На същия ден Телеки се самоубива. Същата вечер, търсейки компромис, Хорти информира Хитлер, че Унгария ще се придържа към мирния договор, макар е много вероятно да го отмени, ако Хърватия реши да се отцепи и Югославия спре да съществува. След провъзгласяването на Независимата хърватска държава в Загреб на 10 април, този сценарий се реализира и Унгария се присъединява към нахлуването, а армията ѝ прекосява югославската граница на следващия ден.

## Ход на военните действия
Нахлуването и последвалите го военни действия могат да се разделят на два етапа. Първият включва унищожителните въздушни удари на Луфтвафе по Белград и летищата на югославските военновъздушни сили на 6 април и първоначално настъпление на немския 40-ти танков корпус от България към Скопие на същия ден. Това е последвано от нападението на немския 14-и танков корпус от България към Ниш на 8 април. На 10 април са впуснати още четири атаки срещу югославската армия: 41-ви танков корпус от Румъния към Белград, 46-и танков корпус от Унгария през Драва, 51-ви пехотен корпус от Австрия към Загреб и 49-и планински корпус от Австрия към Целе. Към края на деня югославската армия вече се разпада и отстъпва или се предава из цялата страна, с изключение на силите по албанската граница. Италия и Унгария се присъединяват към сухопътната офанзива на 11 април. Италианската 2-ра армия нахлува от североизточната част на Италия към Любляна, а след това на юг по брега на Далмация, като не среща особена съпротива по пътя си. На същия ден унгарската 3-та армия преминава югославската граница и се насочва към Нови Сад и също като италианците без сериозна съпротива. На 12 април немски войски превземат Белград, а Любляна се предава на италианците. На 14 и 15 април югославският крал Петър II Караджорджевич и правителството му бягат от страната, а югославското върховно командване е пленено от германците близо до Сараево. Капитулацията на Югославия е подписана на 17 април и влиза в сила по пладне на 18 април.

### Въздушни операции
След преврата в Белград от 27 март 1941 г., югославските въоръжени сили преминават в бойна готовност, макар армията да не е непълно мобилизирана от страх да не се провокира Адолф Хитлер. Югославското военновъздушно командване решава да разпръсне силите си далеч от главните си бази към система от 50 спомагателни писти, които са подготвени от по-рано. Все пак много тези писти не разполагат с необходими съоръжения и нямат адекватно отводняване, което възпрепятства непрекъснатата експлоатация на всички самолети, освен най-леките, в лошите метеорологични условия през април 1941 г.
Въпреки че разполагат със значително по-голяма сила от относително съвременни самолети в сравнение с комбинираните британски и гръцки военновъздушни сили на юг, югославските самолети не представляват никаква пречка за многобройните самолети на Луфтвафе, които разполагат с тактическо предимство и повече боен опит.
Бомбардировачите и корабите удрят мишени в Италия, Австрия, Унгария, Румъния, България, Албания и Гърция и са посрещнати от немски, италиански и унгарски войски. Междувременно изтребителните ескадрили нанасят незначителни щети по бомбардировачите над Сърбия, Далмация, Черна гора, Босна и Херцеговина. Югославските ВВС предоставят и пряка въздушна поддръжка на армията, нападайки вражески механизирани колони в Хърватия, Босна и Сърбия.
След поредица от загуби във въздуха и на земята и бързо губейки летища, югославските ВВС почти престават да съществуват след 11 дни. Все пак непрестанното самолетопроизводство по време на нападението предоставя на югославските въздушни сили още осем Hawker Hurricane, шест Dornier Do 17, четири Bristol Blenheim, два Икарус ИК-2, един Рогожарски ИК-3 и един Messerschmitt Bf 109. В началото на войната югославските ВВС разполагат с 60 немски Dornier Do 17, закупени от кралството през есента на 1938 г. заедно с лиценз за производството им. Те са внедрени в редиците на 3-ти бомбардировачен полк, който е разделен на 63-та бомбардировачна група в Петровац близо до Скопие и 64-та бомбардировачна група в Милесево близо до Прищина. Създадени са допълнителни спомагателни писти, които да позволяват разпръсване на силите.
На 6 април пикиращи бомбардировачи и изтребители на Луфтвафе унищожават 26 от югославските Dornier Do 17 в първоначалното нападение срещу летищата им, но останалите самолети успяват да отвърнат на ударите с многобройни попадения по немските механизирани колони и български летища. Към края на кампанията югославските сили са загубили 4 самолета във въздуха и 45 на земята. На 14 – 15 април останалите седем Dornier Do 17 отлитат за Никшич в Черна гора и участват в евакуирането на Петър II Караджорджевич и членове на югославското правителство към Гърция. По това време югославските златни резерви също са пренесени по въздух към Гърция. След мисията си обаче пет Dornier Do 17 са унищожени на земята, когато италиански самолети нападат гръцкото летище Парамития. Само два Dornier Do 17 се измъкват невредими и по-късно се присъединяват към британските ВВС в Кралство Египет.
В 16:00 часа на 15 април главнокомандващият на Luftflotte 4, генералоберст Александър Льор получава заповед от Херман Гьоринг да забави въздушната офанзива и да прехвърли повечето от пикиращите бомбардировачи в подкрепа на кампанията в Гърция. Общо 18 самолета (бомбардировачи, транспортни самолети и патрулни самолети) успяват да се изтеглят към Египет в края на кампанията.

#### Бомбардиране на Белград
Luftflotte 4 на Луфтвафе разполага със седем бойни формации, които участват в кампанията на Балканския полуостров. В 7:00 часа на 6 април Луфтвафе дава начало на нападението срещу Югославия, провеждайки интензивна бомбардировка над югославската столица – операция „Възмездие“. Излитайки от летища в Австрия и Румъния, 300 самолета, от които една четвърт са „Щуки“, защитавани от изтребители, започват атака срещу Белград. Пикиращите бомбардировачи имат за цел да разрушат югославската противовъздушна отбрана, докато средно тежките бомбардировачи (основно Dornier Do 17 и Junkers Ju 88) обсипват града с бомби. Първоначалният удар е извършен на 15-минутни интервали в три отделни вълни, всяка от които продължава 20 минути. Така градът е подложен на дъжд от бомби в продължение на почти час и половина. Немските бомбардировачи насочват основните си усилия към центъра на града, където се намират правителствените сгради. Средно тежките бомбардировачи продължават атаката над града и през следващите няколко дни, докато „Щуките“ скоро са отклонени към югославските летища.
Когато нападението приключва, около 4000 белградчани лежат мъртви под развалините. Ударът на практика унищожава всички комуникационни линии между югославското върховно командване и силите на бойното поле, макар повечето от членовете на генералния щаб да успяват да избягат към предградията. Луфтаве нанася осакатяващ удар по югославското командно ядро и може да си позволи да насочи вниманието си към други военни цели – югославските летища, комуникационни пътища и гарнизони.
Югославските ВВС организират отбраната на Белград с шест ескадрили от 32-ра и 51-ва изтребителни групи, които да атакуват всяка вълна от бомбардировачи, макар с напредването на деня четири ескадрили от 31-ва и 52-ра бойни групи от централната част на страната също да вземат участие в сражението. Сръбските самолети свалят поне 20 немски самолета на 6 април и още около 10 на 7 април. Отчаяната защита на Белград ѝ коства 20 свалени изтребителя и 15 повредени.

### Сухопътни операции

#### Тристранно настъпление срещу Белград
Британското, гръцкото и югославското главни командвания възнамеряват да използват Ниш като база за осъществяване на опити да се изтощят немските сили на Балканския полуостров. Когато германските сили преминават през този важен сектор, югославското върховно командване впуска в бой много войски от стратегическите си резерви (сред които 2-ра кавалерийска дивизия), но те са тормозени от Луфтвафе, пътувайки към фронта и не го достигат в значителен размер.
След като пристига в Ниш от България, немският 41-ви моторизиран корпус се насочва на север към Белград. Немският 46-и танков корпус по това време вече напредва през Славония от Австрия към Белград, докато 41-ви танков корпус е надвиснал над града от север, след като започва офанзива от Румъния и Унгария. Към 11 април Югославия е обсипана с немски бронирани колони и единствената активна съпротива идва от ядрото на югославската армия около столицата. На 11 април Фриц Клингенберг заедно с още няколко пехотинци влиза в Белград, за да разузнае. Обаче след разсеяна схватка с югославските войски, те се озовават в центъра на града, където блъфират относно размера на частта си и приближаващата заплаха от бомбардировки. Кметът на Белград се предава към 18:45 часа на 12 април, с което се предава и целият град. По-късно пристигат още немски войски, за да консолидират позицията си. През нощта на 12 април Белград е вече окупиран.

#### Италианска офанзива
В първите дни на нашествието италианските сили по словенската граница провеждат малки операции в долината на река Сава и в околностите на град Кастав, завземайки югославските позиции на връх Печ към 7 април, Кранска гора, Завратец, горното течение на Риечина и Логатец към 9 април, отблъсквайки югославската атака при Церкно на 8 април. На 11 април, 2-ра армия предприема настъпление, превземайки Любляна, Сушак и Кралевица още на същия ден. На 12 април италианските 133-та бронирана дивизия и 52-ра пехотна дивизия завземат Сен, а на 13 април окупират Оточац, докато италианските военноморски сили поемат контрол над няколко далматински острова. Планираното югославско нападение срещу италианския анклав Задар не се осъществява, а гарнизонът на града започва настъпление и се среща с 52-ра пехотна дивизия близо до Книн, който пада на същия ден. Сплит и Шибеник са превзети на 15 и 16 април съответно, а на 17 април моторизирани войски завземат Дубровник, след като изминават 750 километра за шест дни.
След като отблъсква югославската офанзива в Албания, 18-а пехотна дивизия превзема Цетине, Дубровник и Котор на 17 април, срещайки италианските моторизирани войски.

#### Унгарска офанзива
На 12 април унгарската 3-та армия преминава границата с една кавалерийска, две моторизирани и шест пехотни бригади. Тя е пресрещната от югославската 1-ва армия. Към този момент немците вече са в Югославия повече от седмица. Поради тази причина югославските войски не оказват сериозна съпротива. Части на унгарската 3-та армия навлизат в южните райони на Бараня между Дунав и Драва и окупират Бачка във Войводина, където живеят много унгарци. Унгарските войски окупират само тези територии, които са част от Унгария преди Трианонския договор.

#### Югославска албанска офанзива
В съответствие с югославския военен план е съставена стратегия, предвиждаща отстъпление по всички фронтове с изключение на южния в случай на масивно нападение от силите на Оста. Именно от там югославската 3-та армия с гръцка помощ трябва да предприема офанзива срещу италианските части в Албания. Това е нужно, за да се осигури място за изтегляне на основната югославска армия на юг. Планът включва прекосяването на албанска територия за достигане на Гърция и съюзническите сили, разположени там. Стратегията се основава на условието, че югославската армия заедно с гръцките и британски войски би сформирала нов вариант на Солунския фронт от Първата световна война.
На 8 април силно притиснатите югославски ВВС изпраща ескадрила от 14 леки бомбардировача Breguet 19 към Лерин в северната част на Гърция, където да подпомогнат югославските и гръцките части по македонския фронт. Ескадрилата провежда многобройни бомбардировки и обстрели в хода на кампанията.
Югославската 3-та армия е натоварена със задачата да провежда офанзивни операции срещу италианските войски в северните части на Албания. За тази цел тя концентрира четири пехотни дивизии (15-а, 13-а, 31-ва и 25-а) и един комбиниран полк в Черна гора и Косово. Стратегическите резерви (22-ра пехотна дивизия) са разположени около Урошевац в Косово. Освен това атаката срещу италианския анклав Задар на далматинското крайбрежие следва да се предприеме от 12-а пехотна дивизия.
Първите елементи на 3-та армия започват офанзивата си в Северна Албания на 7 април, докато комбинираният кавалерийски полк покрива планинския район на Проклетия при Гусине. Косовските части преминават границата в района на Призрен и настъпват през долината на Дрин. Югославските войски постигат малък успех при Дебър, докато останалите части от армията все още се прегрупират.
На 8 април югославски войски постепенно напредват по пътя Подгорица – Шкодра. Кавалерийският полк успешно преминава Проклетия и достига долината на река Валбона. Южно от тях косовската дивизия пробива италианската отбрана в долината на Дрин, но поради падането на Скопие след немските атаки, вардарската дивизия се оказва принудена да преустанови действията си в Албания.
След това югославските войски не успяват да постигнат значителни придобивки, а косовската дивизия преустановява военната си дейност по албанския фронт, поради появата на немски части в Призрен. Към 10 април зетската дивизия все още се сражава по пътя към Шкодра и е напреднала с 50 km в някои участъци. Този напредък е поддържан от 66-а и 81-ва бомбардировачни групи на югославските ВВС, които нанасят удари по италианските летища и концентрации на войски около Шкодра, както и по пристанището на Драч.
Кавалерийският полк и дясната колона на Косовската дивизия напредват по десния бряг на река Дрин към Шкодра, за да установят връзка със зетската дивизия, но централната и лявата колони на косовската дивизия се налага да установят отбранителен периметър, за да удържат повишаващия се натиск на немските войски. Службата за военно разузнаване на Италия допринася за окончателния провал на югославската офанзива в Албания. Италианските дешифровчици разбиват югославските кодове и се внедряват в югославските радиокомуникации, предавайки фалшиви заповеди с правилни кодове и създавайки объркване в движенията на югославските войски.
Между 11 и 13 април немските и италианските части напредват към тила на зетската дивизия, която се оказва принудена да се изтегли към река Пронисат от италианската 131-ва бронирана дивизия. Тя остава там до края на кампанията на 16 април. Италианската 131-ва бронирана дивизия след това обръща вниманието си към югославската военноморска база при Котор в Черна гора и окупира Цетине и Подгорица.

#### Местни бунтове
На местно ниво вътрешните борби между югославските граждани започват още преди пристигането на силите на Оста. Хърватите от 108-и пехотен полк се вдигат на бунт в нощта на 7/8 април близо до Грубишно Поле, завземайки командването на полка от сръбските офицери. Впоследствие към тях се присъединяват 40-и спомагателен полк и части от 42-ри пехотен полк. С влошаване на ситуацията в областта, щаб-квартирата на югославската 4-та армия е преместена от Беловар в Поповача. Впоследствие бунтуващите се полкове навлизат в Беловар, където кметът на града Юлие Маканец провъзгласява Независимата хърватска държава на 8 април. Владко Мачек и Иван Шубашич изпращат съобщения до града, призовавайки полковете да поддържат позициите си, но бунтуващите се войски не им се подчиняват в очакване на немската армия.
На 10 април избухват сблъсъци между поддръжници на Усташи и югославските войски в Мостар, като първите поемат контрол над града. Няколко югославски самолета на летището близо до града са повредени и изведени от строй. На 11 април усташки агенти завземат властта в Чаплина. Те пресрещат югославските войски, пътуващи с влак от Мостар към Требине и ги обезоръжават. Изпратена е запасна югославска войска от Билеча, която завзема града обратно на 14 април, преди той да попадне окончателно в немски ръце през следващите дни.

### Военноморски операции
Когато Германия и Италия нападат Югославия на 6 април 1941 г., югославските военноморски сили разполагат с три разрушителя, две подводници и десет торпедни лодки. Останалата част от флота е полезна само в качеството си на брегова охрана или за ескорт и патрулиране.
Котор се намира влизо до албанската граница и италианско-гръцкия фронт там, но Задар (италиански анклав) е на северозапад и за да предотврати установяването на плацдарм там, разрушителят „Београд“ и десет торпедни лодки са изпратени към Шибеник, на 80 km южно от Задар, в готовност за нападение. То трябва да бъде координирано с 12-та пехотна дивизия и два комбинирани полка от югославската армия, идващи от района на Бенковац с въздушната поддръжка на 81-ва бомбардировачна група. Югославските сили нападат на 9 април, но към 13 април италианските сили вече са контраатакували, а към 14 април са вече в Бенковац. Военноморската атака стихва, когато разрушителят „Београд“ е повреден от италиански самолети близо до Шибеник, след което бавно се изтегля до Котор, ескортиран от останалите съдове за поправителни работи. Италианските въздушни удари по Котор сериозно повреждат минния заградител „Кобац“.
Морските патрулни хидроплани на югославските ВВС провеждат разузнавателни и нападателни мисии в хода на кампанията и предоставят въздушна поддръжка на минозаградителните операции около Задар. Те извършват атаки срещу албанското пристанище Драч, както и срещу италиански конвои с доставки към Албания. През деня на 9 април един хидроплан Dornier Do 22K напада 12 италиански парахода с ескорт от осем разрушителя, плаващи в Адриатическо море. Въпреки това нито един италиански кораб не е потопен от югославските сили.
Югославските ВМС разполагат и с четири големи, бронирани и тежко въоръжени речни монитора. Те патрулират по Дунав, Драва и Сава в северните части на Югославия, по границата с Унгария. Тези монитори („Драва“, „Сава“, „Морава“ и „Вардар“) са наследени от австрийските военноморски сили след края на Първата световна война. Те тежат по 400 – 500 тона и разполагат с по две 120-mm оръдия, две или три 66-mm оръдия, 120-mm минохвъргачки, 40-mm противовъздушни оръдия и картечници. В началото на кампанията те обстрелват летището на Мохач, но към 11 април започват да се изтеглят назад към Нови Сад, тъй като попадат под ударите на немските пикиращи бомбардировачи.
Рано сутринта на 12 април ескадрила от немските пикиращи бомбардировачи Ju-87 нападат югославските монитори на Дунав. „Драва“ е ударен няколко пъти, но бронята му остава непробита. но един от самолетите има късмета да пусне бомба точно в комина на кораба и го взривява, убивайки 54 души от 67-членния екипаж. По време на нападението противовъздушната отбрана на мониторите сваля три самолета. По-късно през деня останалите три монитора са потопени от екипажите им, след като немски и унгарски войски превземат базите им и речната система, в която действат.

### Румънско участие
Макар Румъния да не участва с бойни действия в нахлуването в Югославия, тя предоставя артилерийска поддръжка на немските войски, които нападат от нейна територия. Румънската артилерия открива огън по югославските шлепове в Дунав на 6 април. Румънски и немски части от румънския бряг на Дунав многократно влизат в престрелки с югославските сили между 6 и 11 април. Румънските сили са концентрирани при Берзаска и включват батарея от 120-mm гаубици на фортифицирана позиция. Наблиза са разположени още две 120-mm гаубици и няколко 47-mm леки морски оръдия. Югославия отвръща по въздух. Два самолета Bristol Blenheim нанасят удари по Арад и повреждат тежко един от немските изтребители, но скоро са свалени. За приноса си към кампанията на Румъния са подарени шест бивши югославски самолета, плячкосани от немците. Тези машини обаче не са боеспособни. Налага се румънците да разглобят три от тях, за да могат да направят останалите три годни за експлоатация.

## Последици
След приключване на военните действия настъпват сериозни политически преобразувания:
- Сърбия, с територия по-малка от днешната, е под германска окупация;
- областта Бачка (Западна Войводина) е придадена към Унгария;
- Черна гора е възстановена като протекторат на Кралство Италия;
- образувана е така наречената Независима хърватска държава (днешни Хърватия, Босна и Херцеговина);
- северната част от днешна Словения е придадена към Третия райх, а южната се управлява от Италия;
- на Царство България е придадена Вардарска Македония и частите от Поморавието по Санстефанския договор;
- почти цяло Косово и райони с албанци в днешна Западна Северна Македония са предадени на Албания, тогава протекторат на Италия.

Военната операция започва едновременно с операция Марита срещу Кралство Гърция, завършила на 30 април същата година. Главнокомандващ въоръжените сили на Оста е генерал Фридрих Паулус. Операцията е прелюдия към началото на операция Барбароса, като има за цел да подсигури и укрепи южния фланг на силите на Оста в предстоящата война срещу СССР.